# USM Malakoff
Die Union Sportive Municipale de Malakoff oder kurz USM Malakoff ist ein französischer Fußballverein aus der am südlichen Pariser Stadtrand im Département Hauts-de-Seine gelegenen Gemeinde Malakoff. Der Klub gilt in einer „Region ständiger, oft schillernder Veränderungen … als ein Element der Besonderheit und der Kontinuität“. Die Vereinsfarben der USMM sind Blau und Rot. Die Kampfmannschaft tritt auch heutzutage noch im Stade Marcel-Cerdan an.

## Geschichte
Der Verein geht auf die 1920 gegründete Jeunesse Athlétique Malakoff zurück; nach einer Fusion 1934 mit zwei Lokalrivalen benannte er sich in Vedette Athlétique Malakoff um, der sich 1936 die Union Sportive Ouvrière Malakoff anschloss. Nach der Befreiung Frankreichs von der deutschen Besatzung fusionierte er um den Jahreswechsel 1944/45 mit drei weiteren örtlichen Vereinen und nahm seinen bis heute gültigen Namen an. Der Klub war sowohl der Fédération Française de Football (FFF) als auch dem Arbeitersportverband Fédération Sportive et Gymnique du Travail (FSGT) angeschlossen. Als die ungarische Nationalelf im November 1953 nach ihrem historischen 6:3-Erfolg gegen England im Wembley-Stadion einen Zwischenaufenthalt in Paris einlegte, trug sie ein Freundschaftsspiel im neu errichteten Stade Marcel-Cerdan gegen die USMM aus. Diese Partie, die mehr als 10.000 Besucher anzog, bestritt Malakoff je eine Halbzeit lang mit seiner FFF- und seiner FSGT-Mannschaft. Die Arbeiterfußballer wurden zudem mehrfach französischer Meister und 1966 auch Pokalsieger (Coupe Delaune) ihres Verbandes. Die FFF-Mannschaft hingegen stieg erst 1963 in die damals zweithöchste Amateurliga, die Division d’Honneur, und 1966 in den drittklassigen landesweiten Championnat de France Amateur auf. Bis 1985 spielte die USMM durchgehend immer mindestens auf diesem Niveau; bis 1991 war sie zumindest noch viertklassig, dann folgten mehrere Abstiege bis in die unteren Ligen auf Départementebene.
Der Verein, der sich schon in den 1950er Jahren – und damit weit bevor dies für französische Profiklubs zur Pflicht wurde – mit einem eigenen Schulungsprogramm für den fußballerischen Nachwuchs profilierte, wurde über Jahrzehnte von Politik und Verwaltung des „roten Malakoff“ unterstützt. Ab 1939 hatte die Gemeinde den Fußballern das städtische Stade Lénine zur Verfügung gestellt, und auch nach dem Zweiten Weltkrieg konnten die bis weit ins 21. Jahrhundert hinein durchgehend kommunistischen Stadtväter vielen Spielern eine Stelle im öffentlichen Dienst anbieten. Bis 1976 hatte der Klub sogar seine Geschäftsstelle im Rathaus der Stadt. Die beiden Kampfmannschaften (FSGT und FFF) haben häufig mehr als nur den sportlichen Erfolg im Blick gehabt und wiederholt Benefizspiele für die Opfer von Naturkatastrophen (beispielsweise anlässlich der Überschwemmungen in der Bretagne 1973) oder zugunsten streikender, von Entlassung bedrohter Belegschaften ausgetragen. Eine weitere Besonderheit war, dass die Fußballabteilung, die insbesondere in den 1960er und 1970er Jahren als einzige nennenswerte Einnahmen erzielte, ihre finanziellen Überschüsse stets für den Etat des Gesamtvereins abtrat.

## Ligazugehörigkeit und Erfolge
Der Verein hat bisher noch nie Profistatus besessen und auch noch nie in der ersten französischen Division gespielt. Allerdings gehörte die erste Männermannschaft in der Saison 1975/76 für ein Jahr der zweithöchsten Liga Frankreichs an.
Im Landespokalwettbewerb um die Coupe de France brachte die USMM es auf bisher acht Hauptrundenteilnahmen zwischen 1967 und zuletzt 1982, davon ab der Saison 1973/74 vier Mal in Folge. Insgesamt drei Mal (1968, 1977 und 1981) überstand Malakoff darin die erste Runde, das Zweiunddreißigstelfinale, schied dann allerdings jeweils im Sechzehntelfinale aus. Als die USM 1967/68 nach einem 3:0-Erfolg gegen den Zweitdivisionär FC Grenoble auf den späteren Wettbewerbssieger und Gewinner des Doublé, die AS Saint-Étienne, traf, wurden über 16.000 Zuschauer im Stade Bauer von Saint-Ouen Zeugen von Malakoffs 0:4-Niederlage. Im selben Stadion gelang der zu diesem Zeitpunkt nur noch drittklassigen Mannschaft Anfang 1977 eine Erstrunden-Überraschung, indem sie den Erstdivisionär US Valenciennes-Anzin mit 3:2 im Elfmeterschießen – nach 120 Minuten hatte es 2:2 gestanden – ausschaltete.
Die erste Männer-Fußballmannschaft des Vereins, der auch über eine große Anzahl weiterer Sparten verfügt – zeitweise waren dies bis zu 20 Abteilungen, neben dem Fußball vor allem Schwimmen und Leichtathletik –, trat in der Saison 2012/13 in der zehntklassigen Division Excellence an.

## Bekannte ehemalige Spieler und Trainer
Aus der USMM hervorgegangene spätere Erstligaspieler, die zudem nach Beendigung ihrer Profikarriere zu diesem Verein zurückkehrten:
- René Béranger, ab 1967
- Gilles Bocq, 1973 bis 1977
- Alain Le Roux, Ende der 1960er
- Jean-Pierre Orts, 1979/80
- Michel Pech, 1964 bis 1966 und 1968